# Stagione di college football 1884
La Stagione di college football 1884 fu la sedicesima stagione di college football negli Stati Uniti. 
La Intercollegiate Football Association (IFA) dopo appena una stagione modificò i punteggi per alcune segnature: quattro punti per il touchdown (anziché i precedenti 2), due punti per la conversione tramite calcio (anziché 4), due punti per il placcaggio di un avversario in possesso di palla nella sua endzone (safety)
Dodici università disputarono ufficialmente almeno due gare, tuttavia in totale si contarono ventiquattro squadre che scesero in campo, tra cui anche la canadese Ottawa FBC ed alcune selezioni di ex-studenti universitari che portarono il numero totale di gare in programma a 46.. La stagione iniziò il 1º ottobre con la vittoria di Yale su Wesleyan 31-0 e terminò il 27 novembre con quattro gare tra cui il nuovo pareggio 0-0 tra College of New Jersey e Yale.
Secondo l'Official NCAA Division I Football Records Book, Yale e College of New Jersey, imbattute, condivisero il titolo della IFA, e guadagnarono il titolo di campione nazionale di quella stagione.

## Classifica finale
| Scuola                | Conference V-S-P | Totale V-S-P |
| --------------------- | ---------------- | ------------ |
| College of New Jersey | -                | 9 - 0 - 1    |
| Yale                  | -                | 8 - 0 - 1    |
| Pennsylvania          | -                | 5 - 1 - 1    |
| Harvard               | -                | 7 - 4        |
| Williams              | -                | 4 - 1        |
| Stevens Tech          | -                | 5 - 5        |
| Rutgers               | -                | 4 - 4        |
| Tufts                 | -                | 1 - 1        |
| Wesleyan              | -                | 3 - 5        |
| Lafayette             | -                | 2 - 4        |
| M.I.T.                | -                | 1 - 4        |
| Haverford             | -                | 1 - 0        |
| Adelphi Academy       | -                | 0 - 1        |
| Columbia              | -                | 0 - 1        |
| Trinity               | -                | 0 - 2        |
| Dartmouth             | -                | 0 - 2        |
| Johns Hopkins         | -                | 0 - 2        |
| Lehigh                | -                | 0 - 4        |